# Neugestaltungsstädte
Neugestaltungsstädte wurden im Nationalsozialismus Städte auf reichsdeutschem Gebiet genannt, die mit monumentalen Partei- und Profanbauten versehen werden sollten. Die Zahl der Städte, die Hitler durch persönliche Erlasse zu Neugestaltungsstädten bestimmte, stieg ständig, nach einer Mitteilung des Generalbauinspektors für die Reichshauptstadt an das Reichsverkehrsministerium vom 6. Dezember 1940 (ZStA der DDR i. P., 46.06 Generalbauinspektion, Bl. 18) waren es 25 Städte (Speer gibt 27 an). Bedingt durch den Kriegsverlauf wurden die Projekte zum überwiegenden Teil nicht realisiert.
Die Neugestaltungsstädte waren:
- Augsburg: Ausbaupläne von Thomas Wechs und Hermann Giesler
- Bayreuth
- Berlin: Ausbaupläne von Albert Speer (siehe Welthauptstadt Germania)
- Bremen
- Breslau
- Dresden
- Düsseldorf
- Frankfurt am Main: Ernennung erst am 29. Mai 1941, deshalb nicht in Speers Liste. Nur die Planung eines Gauhauses durch Clemens Klotz nachweisbar
- Frankfurt (Oder): Ausbaupläne von Hans Mehrtens, Hans Freese, Rudolf Hasinger, Gustav Reutter und Helmut Hentrich/Hans Heuser
- Graz
- Hamburg: Ausbaupläne von Konstanty Gutschow
- Hannover: Ausbaupläne von Karl Elkart
- Innsbruck
- Köln
- Königsberg i. Pr.
- Linz: Die Stadt, in der Adolf Hitler seine Jugend verbrachte. Ernennung im März 1939.
- Lüneburg
- München
- Münster
- Nürnberg: Stadt der Reichsparteitage
- Oldenburg (Oldenburg)
- Posen
- Salzburg
- Saarbrücken
- Salzgitter / Stadt-der-Hermann-Göring-Werke
- Stadt des KdF-Wagens (das heutige Wolfsburg)
- Stettin
- Waldbröl: Heimatstadt Robert Leys, des Leiters der Deutschen Arbeitsfront
- Würzburg
- Weimar: Ausbaupläne von Hermann Giesler
- Gebiete der Wewelsburg: Ausbaupläne von Hermann Bartels